# Sabotage (película)
Sabotage o The Woman Alone (en España, La mujer solitaria; en Argentina y en la reedición en España, Sabotaje) es una película británica de suspense de 1936 dirigida por Alfred Hitchcock y con Sylvia Sidney, Oskar Homolka, Desmond Tester y John Loder como actores principales. 

## Trama
Trata sobre un agente de Scotland Yard que, de incógnito, está tras la pista de un saboteador cuyo plan consiste en colocar una bomba en Londres.

## Producción
La película fue producida por la compañía cinematográfica Gaumont British Picture Corporation con un guion de Charles Bennett basado en la novela de Joseph Conrad El agente secreto.